# Zamenhof (planetka)
(1462) Zamenhof je planetka nacházející se v hlavním pásu asteroidů. Objevil ji finský astronom a fyzik Yrjö Väisälä 6. února 1938. Je pojmenována po očním lékaři a tvůrci plánového jazyka Esperanto Ludvíku Lazaru Zamenhofovi. Kolem Slunce oběhne jednou za 5,58 let.